# Benjaminita
La benjaminita és un mineral de la classe dels sulfurs, que pertany al grup de la pavonita. Rep el seu nom de Marcus Benjamin (1857-1932), químic nord-americà, enginyer i editor del Museu Nacional d'Història Natural dels Estats Units.

## Característiques
La benjaminita és una sulfosal de fórmula química Ag₃Bi₇S₁₂. Cristal·litza en el sistema monoclínic. La seva duresa a l'escala de Mohs és 3,5. Se n'han descrit varietats riques i pobres en coure. És una espècie difícil de distingir de la pavonita, i es necessiten mètodes d'identificació amb cristal·lografia de raigs X per aconseguir-ho.
Segons la classificació de Nickel-Strunz, la benjaminita pertany a «02.JA: Sulfosals de l'arquetip PbS, derivats de la galena amb poc o gens de Pb» juntament amb els següents minerals: borodaevita, cupropavonita, kitaibelita, livingstonita, makovickyita, mummeïta, pavonita, grumiplucita, mozgovaïta, cupromakovickyita, kudriavita, cupromakopavonita, dantopaïta, cuprobismutita, hodrušita, padĕraïta, pizgrischita, kupčikita, schapbachita, cuboargirita, bohdanowiczita, matildita i volynskita.

## Formació i jaciments
Va ser descrita a partir d'exemplars de dos indrets del Canadà: la mina Silver Bear, a l'àrea del riu Camsell, als Territoris del Nord-oest, i a la mina Keeley-Frontie, a la regió de Cobalt-Gowganda, a Ontario.